# Leptodactylus hylodes
Espèce
Synonymes
- Cystignathus hylodes Reinhardt & Lütken, 1862 "1861"

Statut de conservation UICN

 DD  : Données insuffisantes
Leptodactylus hylodes est une espèce d'amphibiens de la famille des Leptodactylidae.

## Répartition
Cette espèce n'est connue que par un spécimen découvert à Nossa Senhora do Socorro dans l'État du Sergipe au Brésil.

## Publication originale
- Reinhardt & Lütken, 1862 "1861" : Bidrag til Kundskab om Brasiliens Padder og Krybdyr. Förste Afdeling Paddern og Oglerne. Videnskabelige meddelelser fra den Naturhistoriske forening i Kjöbenhavn, vol. 1861, no 10/15, p. 143-242 (texte intégral).